# Brian Foster (Physiker)
Brian Foster (* 4. Januar 1954 in Crook (County Durham)) ist ein britischer experimenteller Elementarteilchenphysiker.
Foster studierte an der Universität Oxford (Promotion 1978) und war danach wissenschaftlicher Mitarbeiter am Rutherford Appleton Laboratory in Chilton und ab 1982 am Imperial College in London. 1984 war er an der Universität Bristol (zunächst Lecturer, ab 1992 Reader und ab 1996 Professor) und ab 2003 Professor für experimentelle Teilchenphysik in Oxford und seit 2004 Leiter der Abteilung Teilchenphysik. Er ist Fellow des Balliol College. 2011 erhielt er eine Alexander-von-Humboldt-Professur am DESY und der Universität Hamburg, wo er von 2011 bis 2019 Professor für experimentelle Teilchenphysik war. Er Donald H. Perkins Professor of Experimental Physics an der Universität Oxford.
Foster war mit der Tasso Kollaboration (an der er seit seiner Post-Doktorandenzeit beteiligt war) am Petra Beschleunigerring des DESY an der Entdeckung des Gluons (1979) beteiligt, wofür er mit anderen Mitgliedern der Kollaboration 1995 einen Spezialpreis in Teilchenphysik der European Physical Society erhielt. Bei Tasso entwickelte er in den 1980er Jahren den Vertex Detektor (VXD) und untersuchte damit die Physik der schweren Quarks (bottom, charm) und Leptonen (tau). 1984 bis 1990 leitete er die Tasso Gruppe der Universität Bristol. Danach leitete er die Entwicklung der zentralen Driftkammer (CTD, Central Tracking Detector) des Zeus Experiments am Hera Beschleuniger des DESY, die ab 1992 in Betrieb war. 1999 bis 2003 leitete er die Zeus Kollaboration auch während der Aufrüstung des Beschleunigers zu Hera II. Er war auch an der Entwicklung der Elektronik für das BaBar-Experiment am SLAC beteiligt.
Er ist an der Entwicklung von Beschleunigern und Detektoren beteiligt. 2002 bis 2005 war er Vorstand des europäischen Komitees für zukünftige Beschleuniger und seit 2005 leitete er für Europa die Designstudien für den International Linear Collider.
2003 erhielt er den Max-Born-Preis, 1998 den Humboldt-Forschungspreis und 2008 wurde er Mitglied der Royal Society. 2003 wurde er OBE.
Brian Foster ist verheiratet und hat zwei Kinder.